# La última noche de Sandra M.
La última noche de Sandra M. es una película dramática biográfica española de 2023 dirigida por Borja de la Vega y protagonizada por Claudia Traisac en el papel de Sandra Mozarowsky.

## Sinopsis
Durante 1977, Sandra Mozarowsky, de 18 años, es actriz en la Transición española y participa en el llamado cine de destape, aunque ella aspira a ser una gran intérprete. Sola y angustiada por un embarazo no deseado, intenta decidir su futuro mientras recibe visitas inesperadas: la de su mejor amiga, Inma de Santis y otras que traen malas noticias.

## Reparto
- Claudia Traisac como Sandra Mozarowsky
- Georgina Amorós como Inma de Santis
- Nicolás Illoro como Nico
- Pep Ambrós como Fotógrafo
- Beatriz Arjona como Mamen
- Olaya Caldera como Cristina de Andrés
- Rafa Castejón como Periodista
- Manu Imizcoz como Chico
- Ramón Pujol como Director
- Bruno Sevilla como Dean
- Oriol Tarrasón como Desconocido
- Núria Prims como madre de Sandra